# Slipstensjön
Slipstensjön is een plaats in de gemeente Vindeln in het landschap Västerbotten en de provincie Västerbottens län in Zweden. De plaats heeft 56 inwoners (2005) en een oppervlakte van 40 hectare. De plaats wordt vrijwel geheel omringd door bos, iets ten oosten van de plaats ligt het meertje Slipstensjön.